# Merinthopodium
Merinthopodium  es un género de plantas con flores perteneciente a la subfamilia Solanoideae, incluida en la familia de las solanáceas (Solanaceae). Son nativas del sur y centro de América.

## Descripción
Son arbustos terrestres o hemiepífitos, o trepadoras, ramitas de color café-rojizo cuando secas con tricomas cortos de base fuerte, rápidamente glabrescentes; tallos con corteza escamosa cuando secos. Hojas simples, elípticas, 8–25 cm de largo, ápice agudo o cortamente acuminado, base redondeada u obtusa, enteras, envés glabro o con algunos tricomas diminutos en el nervio principal; pecíolos delgados. Inflorescencia péndula, fascículos en los extremos de pedúnculos alargados y cordelados de hasta 70 cm de largo, a veces ramificados cerca de los extremos, ásperos por las cicatrices de los pedicelos, pedicelos 3–10 cm de largo, delgados, ensanchándose distalmente, flores actinomorfas, 5-meras, nocturnas; cáliz 2–3 cm de largo, glabro o puberulento, lobado hasta cerca de la base, lobos ovado-lanceolados; corola tubular-campanulada, 4–7 cm de largo, verdosa y purpúrea, el tubo incluido en el cáliz, el limbo cupuliforme, especialmente puberulento en las costillas, lobos redondeados; filamentos insertos justo por encima de la base del tubo de la corola, anteras 10–13 mm de largo, apiculadas, con dehiscencia longitudinal; ovario angostamente cónico. Fruto una baya carnosa, ovoide-cónica, ca 2 cm de largo, casi tan larga como el cáliz; semillas numerosas, planas, ca 2.5–3 mm de largo, embrión curvo.

## Taxonomía
El género fue descrito por John Donnell Smith y publicado en Botanical Gazette 23(1): 11–12. 1897. La especie tipo es: Merinthopodium neuranthum (Hemsl.) Donn.Sm.

## Especies
- Merinthopodium neuranthum (Hemsl.) Donn.Sm.
- Merinthopodium pendulum Hunz.
- Merinthopodium vogelii (Cuatrec.) Castillo & R.E.Schult.